# 九州大賞典
九州大賞典（きゅうしゅうだいしょうてん）とは佐賀県競馬組合が佐賀競馬場のダート2500 mで施行する競馬の重賞競走。正式名称は「九スポ杯 九州大賞典」。

## 概要
前身は1989年に創設され、同じ11月に開催されていた重賞競走・サラブレッドグランプリ。九州（佐賀・荒尾・中津）地区交流競走となった1999年にレース名を九州サラブレッド大賞典に改称、さらに翌年に現在のレース名に改められた。距離は創設時から2500mで変わっておらず、2004年（第6回）以降は、九州競馬において唯一の2000mを超える距離で争われる競走となっている。2017年まではS1に格付けされていたが、格付け制度の変更により2018年からは重賞となった。
2012年は「移転開設40周年記念競走」の名を冠し、地方全国交流競走として行われた。
この競走は、翌年2月に行われるダートグレード競走・佐賀記念のステップ競走となっており、1着馬には優先出走権が与えられる。
2020年は高知・佐賀スタリオンシリーズに指定されていた。同年の副賞対象種牡馬はディーマジェスティ。
2021年は「創刊55周年記念 九スポ杯 九州大賞典」の名称で施行。

### 条件・賞金等（2024年）
出走条件
サラブレッド系3歳以上、佐賀所属。
- 国見岳賞の優勝馬に本競走の優先出走権が付与されている。

負担重量
定量。3歳54kg、4歳以上56kg（牝馬2kg減）。
賞金額
1着600万円、2着210万円、3着120万円、4着90万円、5着60万円、着外12万円。
副賞
九州スポーツ新聞社社長賞、全国公営競馬主催者協議会会長賞、佐賀県馬事畜産振興協議会会長賞、佐賀県馬主会会長賞、佐賀県競馬組合管理者賞。
優先出走権付与
優勝馬に翌年の佐賀記念の優先出走権が付与される。

## 歴代優勝馬
| 回数   | 施行日         | 優勝馬             | 性齢 | 所属 | タイム  | 優勝騎手   | 管理調教師 | 馬主          |
| ------ | -------------- | ------------------ | ---- | ---- | ------- | ---------- | ---------- | ------------- |
| 第1回  | 1999年11月23日 | タマノコウキ       | 牡4  | 佐賀 | 2:48.0R | 鮫島克也   | 的場信弘   | 松岡正二      |
| 第2回  | 2000年11月23日 | アイディアルクイン | 牝5  | 佐賀 | 2:49.7  | 真島正徳   | 真島元徳   | 池上壽        |
| 第3回  | 2001年11月25日 | マツノセカイオー   | 牡4  | 佐賀 | 2:49.9  | 吉田順治   | 的場信弘   | 廣松金次      |
| 第4回  | 2002年12月1日  | ハクシュカッサイ   | 牡5  | 佐賀 | 2:51.2  | 真島正徳   | 真島元徳   | 原久美子      |
| 第5回  | 2003年11月30日 | ハクシュカッサイ   | 牡6  | 佐賀 | 2:51.5  | 真島正徳   | 真島元徳   | 原久美子      |
| 第6回  | 2004年11月21日 | オンユアマーク     | 牡6  | 佐賀 | 2:49.3  | 下條知之   | 真島元徳   | 原久美子      |
| 第7回  | 2005年11月13日 | オンユアマーク     | 牡7  | 佐賀 | 2:51.4  | 下條知之   | 真島元徳   | 原久美子      |
| 第8回  | 2006年11月12日 | ヤマノブリザード   | 牡7  | 佐賀 | 2:47.9  | 内田利雄   | 川田孝好   | 高野哲        |
| 第9回  | 2007年11月18日 | ワンパクメロ       | 牡4  | 佐賀 | 2:48.1  | 倉富隆一郎 | 川田孝好   | 野上ヤチ子    |
| 第10回 | 2008年11月9日  | ワンパクメロ       | 牡5  | 佐賀 | 2:49.5  | 倉富隆一郎 | 川田孝好   | 野上ヤチ子    |
| 第11回 | 2009年11月15日 | ミヤノオードリー   | 牡3  | 佐賀 | 2:47.2  | 鮫島克也   | 東眞市     | 宮副敏明      |
| 第12回 | 2010年11月14日 | マンオブパーサー   | 牡7  | 佐賀 | 2:46.5R | 山口勲     | 九日俊光   | 平田一雄      |
| 第13回 | 2011年10月23日 | メイホウホップ     | 牡8  | 佐賀 | 2:47.3  | 鮫島克也   | 大島静夫   | 組）精風会    |
| 第14回 | 2012年11月23日 | デュナメス         | 牡6  | 佐賀 | 2:49.4  | 南谷圭哉   | 土井道隆   | 南部明則      |
| 第15回 | 2013年11月10日 | デュナメス         | 牡7  | 佐賀 | 2:48.5  | 南谷圭哉   | 土井道隆   | 南部明則      |
| 第16回 | 2014年11月9日  | ズンダモチ         | 牡8  | 佐賀 | 2:47.4  | 田中直人   | 東眞市     | 酒井孝敏      |
| 第17回 | 2015年10月18日 | ダンツキャッチ     | 騸4  | 佐賀 | 2:49.2  | 鮫島克也   | 古賀光範   | 山元哲二      |
| 第18回 | 2016年10月16日 | ヴィルトグラーフ   | 騸6  | 佐賀 | 2:46.2  | 田中純     | 九日俊光   | 上原純一      |
| 第19回 | 2017年10月15日 | キョウワカイザー   | 牡7  | 佐賀 | 2:49.5  | 真島正徳   | 大垣敏夫   | 野口幸八      |
| 第20回 | 2018年10月21日 | スーパーノヴァ     | 牡6  | 佐賀 | 2:45.1R | 兒島真二   | 九日俊光   | （同）JPN技研 |
| 第21回 | 2019年10月20日 | グレイトパール     | 牡6  | 佐賀 | 2:45.2  | 鮫島克也   | 川田孝好   | 高野哲        |
| 第22回 | 2020年10月25日 | グレイトパール     | 牡7  | 佐賀 | 2:43.5R | 鮫島克也   | 川田孝好   | 高野哲        |
| 第23回 | 2021年11月7日  | グレイトパール     | 牡8  | 佐賀 | 2:51.6  | 兒島真二   | 川田孝好   | 高野哲        |
| 第24回 | 2022年11月20日 | グレイトパール     | 牡9  | 佐賀 | 2:53.7  | 倉富隆一郎 | 川田孝好   | 高野哲        |
| 第25回 | 2023年11月12日 | タガノファジョーロ | 牡7  | 佐賀 | 2:48.6  | 田中純     | 九日俊光   | 崎谷彦司      |
| 第26回 | 2024年11月24日 | アエノブライアン   | 牡6  | 佐賀 | 2:51.1  | 吉村智洋   | 池田忠好   | 角井紀夫      |

- 馬齢は2000年以前も現表記を用いている。
- Rはコースレコードを示す。

### 各回競走結果の出典
- 九州大賞典　歴代優勝馬 - 地方競馬全国協会

#### 馬主の出典
- JBISサーチ
  - 1999年、2000年、2001年、2002年、2003年、2004年、2005年、2006年、2007年、2008年、2009年、2010年、2011年、2012年、2013年、2014年、2015年、2016年、2017年、2018年、2019年、2020年、2021年、2022年、2023年、2024年